# Heterotopia

Przykład heterotopii wg Foucaulta – cmentarz

Heterotopia – pojęcie zaproponowane przez Michela Foucaulta, które ma m.in. definiować przestrzenie kontestujące, odwracające i reprezentujące inne przestrzenie. Wspomniana została przez filozofa tylko kilkukrotnie. Heterotopia zdobyła popularność po premierze angielskiego tłumaczenia transkrypcji wykładu z 1967 r. w 1986 r., 19 lat później. Polskie tłumaczenie tego tekstu ukazało się w 2005 r.. To pojęcie filozoficzne znajduje zastosowanie w wielu innych dziedzinach nauki, m.in. architekturze czy socjologii.

## Definicja
Podczas wykładu wygłoszonego w 1967 dla Cercle d’études architecturales (Koła Studiów Architektonicznych) we Francji Foucault zdefiniował heterotopię następująco:
Są też, prawdopodobnie w każdej kulturze, w każdej cywilizacji, miejsca (lieux) rzeczywiste – miejsca, które wyznaczane są wraz z tworzeniem się społeczeństwa, które są czymś w rodzaju kontr-miejsc (contre-emplacements), rodzajem efektywnie odgrywanej utopii, w której wszystkie inne rzeczywiste miejsca (emplacements), jakie można znaleźć w ramach kultury, są jednocześnie reprezentowane, kontestowane i odwracane.
Zaproponował, aby naukę o heterotopiach nazwać heterotopologią. Wyszczególnia kilka zasad heterotopii:
1. nie ma przypuszczalnie na świecie takiej kultury, która nie tworzyłaby heterotopii;
2. heterotopia może zmienić swoje przeznaczenie;
3. heterotopia może zestawiać w jednym miejscu (lieu) liczne przestrzenie, liczne miejsca (emplacements), które są ze sobą niekompatybilne;
4. heterotopie są często powiązane z warstwami czasu, więc otwierają się na heterochromie;
5. heterotopie zawsze zakładają system otwarcia i zamknięcia;
6. pełnią one różne role w stosunku do pozostałych przestrzeni.[1]

Wśród heterotopii Foucault wyszczególnia m.in. heterotopie kryzysu (internat, wyprawa poślubna), dewiacji (sanatorium, dom spokojnej starości), cmentarze, ogrody, kina, domy publiczne i inne.